# Gerusalemme liberata
La Gerusalemme liberata è il maggiore poema eroico di Torquato Tasso. Esso presenta 15.336 versi endecasillabi raggruppati in 20 canti di lunghezza variabile in ottave.
Tasso iniziò probabilmente a scrivere l'opera all'età di 15 anni con il titolo di Gierusalemme tra il 1559 ed il 1560 durante il soggiorno a Venezia, ma si fermò a 116 ottave, ben meno dei venti canti della Gerusalemme liberata, composta in seguito.
La Gerusalemme liberata vera e propria, completata dall'autore nel 1575, fu pubblicata a Venezia senza l'autorizzazione del poeta nell'estate del 1580 da Celio Malespini con il titolo di Goffredo, presso l'editore Cavalcalupo. L'edizione presentava molti errori e soltanto 14 canti.
L'anno successivo l'opera, sempre lontano dal controllo del suo autore, ancora rinchiuso nell'ospedale di Sant'Anna di Ferrara, fu pubblicata integralmente presso l'editore Viotti per cura di Angelo Ingegneri prima a Parma e poi a Casalmaggiore. Pochi mesi dopo, il 24 giugno 1581, usciva a Ferrara la prima edizione autorizzata dal Tasso, per i tipi di Baldini e a cura di Febo Bonnà.
Uscito dal Sant'Anna per mediazione del principe di Mantova Vincenzo Gonzaga, il poeta rimise mano all'opera e la riscrisse da cima a fondo: espungendo gran parte delle scene amorose, accentuando il tono religioso ed epico della trama, eliminando alcuni episodi. L'opera venne finalmente pubblicata nel 1593, col nuovo titolo di Gerusalemme conquistata (con dedica al cardinale Cinzio Aldobrandini, nipote del papa Clemente VIII), opera che, dato il notevole rimaneggiamento, viene di solito considerata separatamente.
La prima edizione illustrata della Gerusalemme liberata fu stampata a Genova nel 1590. Il volume comprende venti incisioni con scene del poema, in parte di Agostino Carracci e in parte di Giacomo Franco, tratte da disegni di Bernardo Castello. Agostino Carracci incise, sempre su disegno del Castello, anche il frontespizio del libro, dove compare un ritratto del Tasso.

## La stesura dellaGerusalemme liberata
Nel 1565 Tasso arrivò alla corte di Ferrara e poté godere di piena tranquillità, così da potersi dedicare, come già Boiardo e Ariosto, alla composizione di un poema epico per la casata d'Este. Il progetto era molto antico nella fantasia del poeta: Tasso, da ragazzo, aveva infatti pubblicato già un Rinaldo, romanzo in ottave scritto a ridosso della stampa del poema Amadigi (altro romanzo in ottave composto dal padre Bernardo nel 1560 e di cui il piccolo Torquato aveva corretto le bozze), e poi si era dedicato al Gerusalemme, poema epico destinato a interrompersi: ce ne resta un canto e mezzo.
Anche dopo le vicende editoriali travagliate dei primi anni Ottanta, descritte più sopra, Tasso continuerà a non essere soddisfatto del testo, lamentando di non averlo mai reso conforme alla sua volontà. Sarà da notare che se il Tasso accolse poche delle critiche mosse dai suoi censori, tuttavia fra il testo originale e quello andato poi in stampa, delle differenze vi furono: il caso più noto è quello del viaggio della nave della Fortuna, che in origine iniziava in Levante e giungeva in America, mentre, nella stampa, termina alle Canarie, taglio che rende l'intero episodio più coerente al criterio dell'unità aristotelica che era il punto caldo delle discussioni fra il poeta e i suoi censori. Queste ottave ora mancanti, come ancora quelle del viaggio dell'aquila o quelle della visione di Rinaldo, sono raccolte sotto il nome di 'ottave estravaganti' e sono un grande documento del travaglio compositivo del poeta stesso. La Gerusalemme liberata è divisa in 20 canti e comprende 1917 ottave; i 20 canti sono raggruppati in 5 parti, che corrispondono ai 5 atti della tragedia classica.
Mentre la sua fama dilagava, il poeta, già nel carcere di Sant’Anna, pensava a un rifacimento dell'opera intera. Vi lavorò assiduamente dopo la scarcerazione. licenziando nel 1593 a Roma la Gerusalemme Conquistata, opera complessa e perfettamente coerente al modello omerico e al cattolicesimo tridentino, che il Tasso chiamò 'la sua figlia prediletta', sebbene sia un'opera praticamente ignota ai lettori successivi.

## Trama

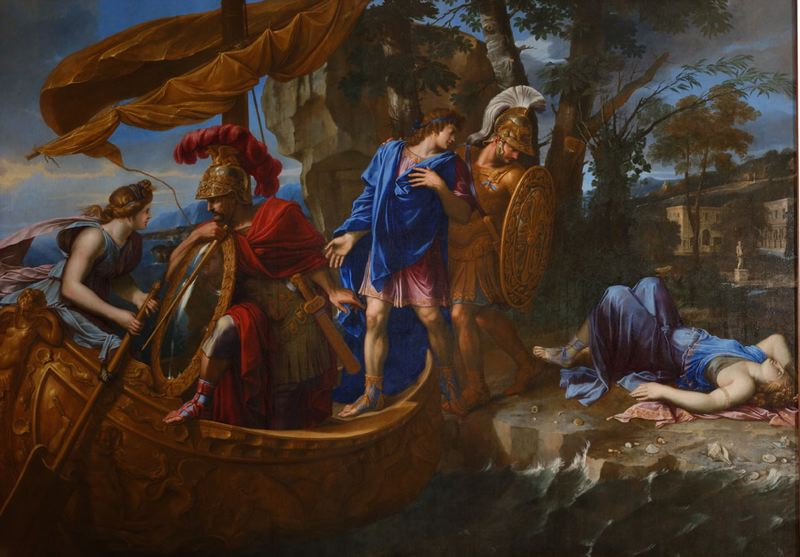
Ubaldo e Carlo strappano Rinaldo dalla crudele maga Armida

La trama ruota attorno allo storico condottiero Goffredo di Buglione, che, giunto al sesto anno della prima crociata a capo dell'esercito, attende la fine dell'inverno in Libano, quando gli appare l'arcangelo Gabriele che lo invita ad assumere il comando dell'esercito e a portare l'attacco finale contro Gerusalemme.
I cristiani accettano di eleggere Goffredo loro capo supremo e si mettono in marcia verso la Città Santa. Nascono i primi scontri, e tra i cristiani si distinguono Rinaldo e Tancredi, tra i musulmani Clorinda e Argante. Dall'alto delle mura, assiste allo scontro la principessa Erminia, che comunica al re di Gerusalemme Aladino i guerrieri cristiani più forti. Argante, impaziente degli indugi dell'assedio, vuol risolvere con un duello le sorti della guerra, e sfida i cristiani ad affrontarlo e il prescelto è Tancredi. L'accanito duello però viene sospeso per il sopraggiungere della notte e rinviato. Tuttavia intervengono i diavoli che decidono di aiutare i musulmani a vincere la guerra. Armida usa la seduzione per condurre e imprigionare i guerrieri cristiani in un castello. In seguito ad una delle molte contese che turbano il campo cristiano Rinaldo è costretto a lasciare l'accampamento. La pagana Erminia, innamorata di Tancredi, indossa le armi di Clorinda (della quale Tancredi è innamorato) per fuggire dalla città e recarsi al campo cristiano per curare le ferite del suo amato. Tuttavia viene avvistata al chiaro di luna ed è costretta a fuggire, trovando rifugio tra i pastori. Tancredi, credendo che ella sia Clorinda, la insegue ma viene fatto prigioniero da Armida nel castello con gli altri crociati.
Il giorno del duello arriva e poiché Tancredi è scomparso viene sostituito da Raimondo di Tolosa, aiutato da un angelo. I diavoli a loro volta aiutano il musulmano e trasformano il duello in battaglia generale. Giunge al campo cristiano Carlo, il quale racconta che il principe danese Sveno, che stava raggiungendo i crociati con il suo esercito, è stato ucciso dal sultano dei turchi Solimano. Si diffonde nel campo la notizia del ritrovamento del cadavere di Rinaldo e Argillano accusa Goffredo di averlo fatto uccidere. Quest'ultimo, con la sua autorevolezza e con l'aiuto divino, riesce a neutralizzare i disordini nati nel campo. A questo punto Solimano attacca il campo cristiano con l'aiuto di Clorinda e Argante; le sorti della battaglia si rovesciano però con l'arrivo dei crociati prigionieri di Armida, liberati da Rinaldo, erroneamente creduto morto per un inganno dei pagani.
Goffredo così ordina ai suoi di costruire una torre per dare l'assalto a Gerusalemme, ma di notte Argante e Clorinda (di cui Tancredi è innamorato) incendiano la torre. Clorinda tuttavia non riesce a entrare nelle mura e viene uccisa in duello, in una delle scene più significative del poema, proprio da colui che la ama, Tancredi, che non l'ha riconosciuta perché coperta dalla corazza da combattimento. Tancredi è addolorato per aver ucciso la donna che ama e solo l'apparizione in sogno di Clorinda gli impedisce di suicidarsi. Inoltre il mago Ismeno lancia un incantesimo sul bosco in modo che i crociati non possano ricostruire la torre in mancanza di materiale ligneo da costruzione. L'unico in grado di spezzare l'incantesimo è Rinaldo, che è però stato fatto prigioniero della maga Armida che lo trattiene presso di sé con le sue arti magiche e femminili. Due guerrieri vengono inviati da Goffredo per cercarlo e alla fine lo trovano e lo liberano. Rinaldo, pentito di essersi lasciato irretire da Armida fino a trascurare il suo dovere di guerriero e di cristiano, vince gli incantesimi della selva e permette ai crociati di assalire e conquistare Gerusalemme. Il poema si conclude con Goffredo che pianta il vessillo cristiano all'interno delle mura della città santa.

### I canti

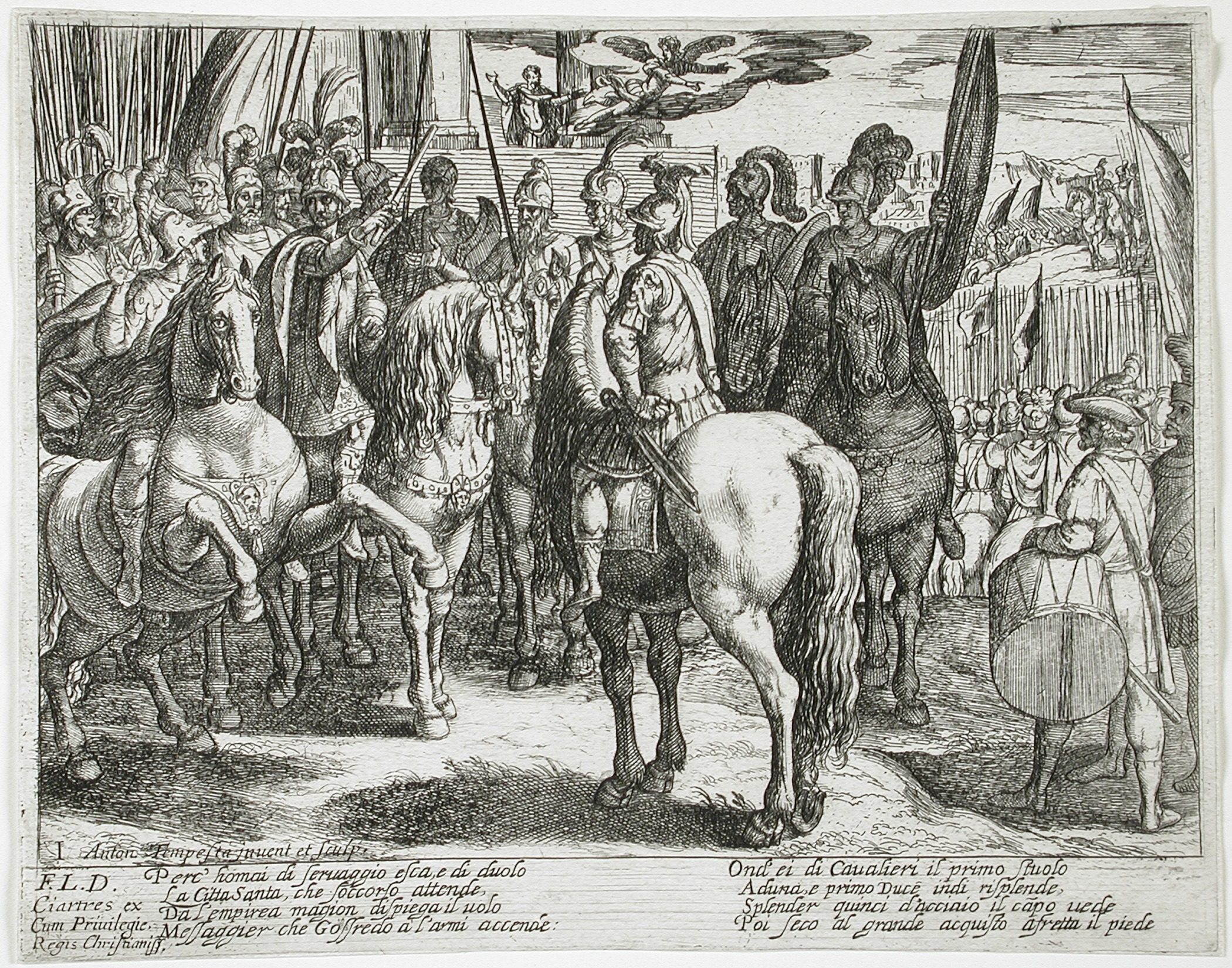
Antonio Tempesta, illustrazione del I canto

- Canto I: introdotto dal proemio, dall'esposizione in breve dei fatti del capitano Goffredo che parte alla volta di Gerusalemme, dato che gli è venuto in sogno l'arcangelo Gabriele intimandogli la spedizione della prima crociata. Goffredo riunisce in consiglio i principi cristiani per eleggere i comandanti dell'esercito crociato, successivamente Goffredo manda un messaggio al principe dei Dani. A Gerusalemme, intanto, il re Aladino si prepara a difendere la città.
- Canto II: il mago Ismeno prepara inganni contro Goffredo a Gerusalemme, si assiste all'episodio di Olindo e Sofronia, che si offrono come capri espiatori per i vaticini di Ismeno, ma vengono salvati da Clorinda, principessa guerriera di Gerusalemme. L'esercito di Goffredo si è acquartierato in una piana fuori Gerusalemme, dove arrivano Alete e Argante, araldi di Gerusalemme, per offrire l'alleanza al re d'Egitto, rifiutata però da Goffredo.
- Canto III: primo scontro tra cristiani e musulmani sotto le mura di Gerusalemme, Erminia mostra ad Aladino i difensori cristiani, mentre avviene il primo scontro tra Tancredi, principe crociato, e Clorinda, senza che si sappia che lei è una donna che imbraccia le armi. Argante si unisce ai musulmani e uccide Dudone, cui Goffredo alla sera fa tributare gli onori funebri.
- Canto IV: Concilio degli Dei dell'Inferno, evocati dal mago Idraote, che invia la maga Armida presso il campo cristiano a seminare scompiglio con minacce.

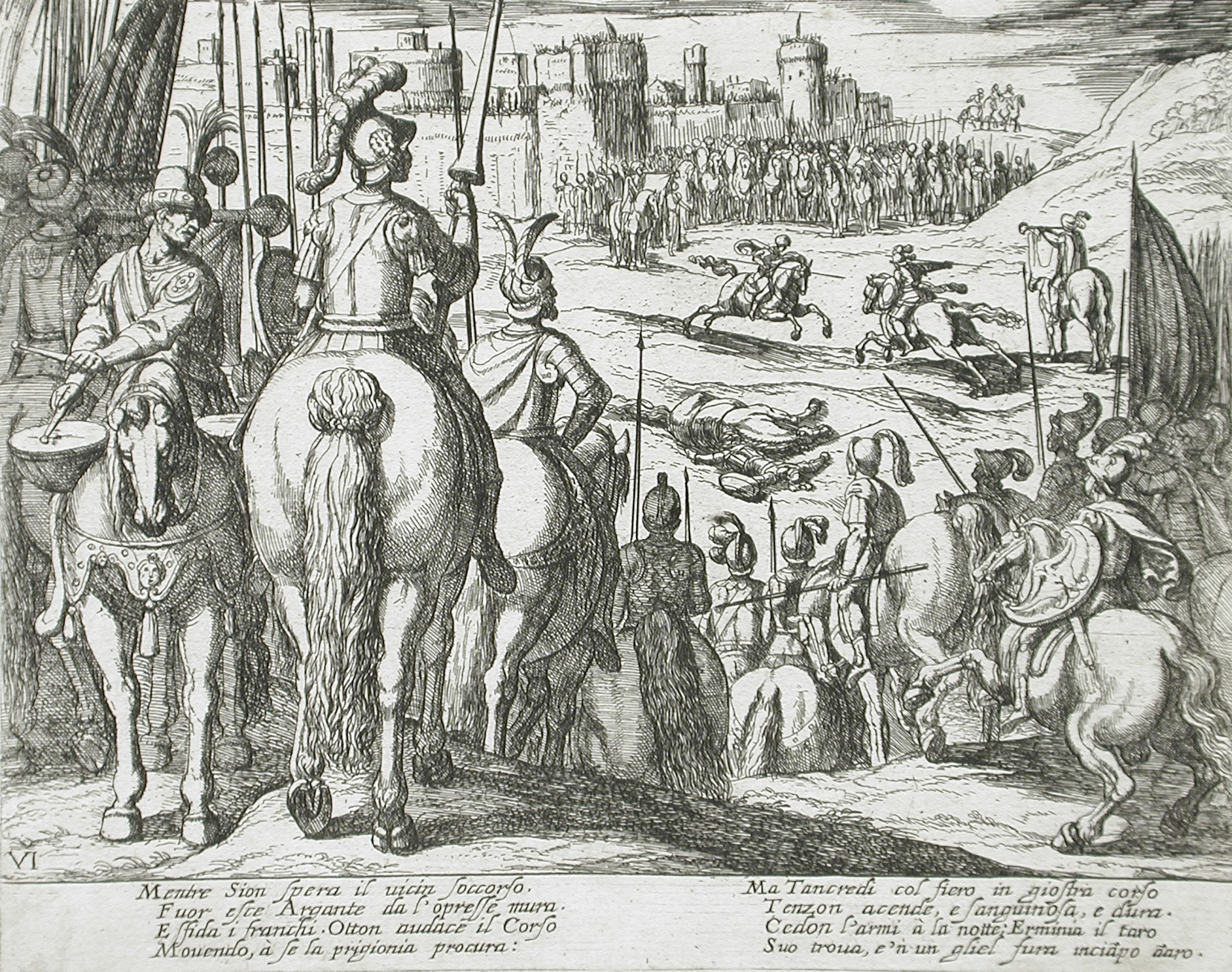
Antonio Tempesta, illustrazione del VI canto

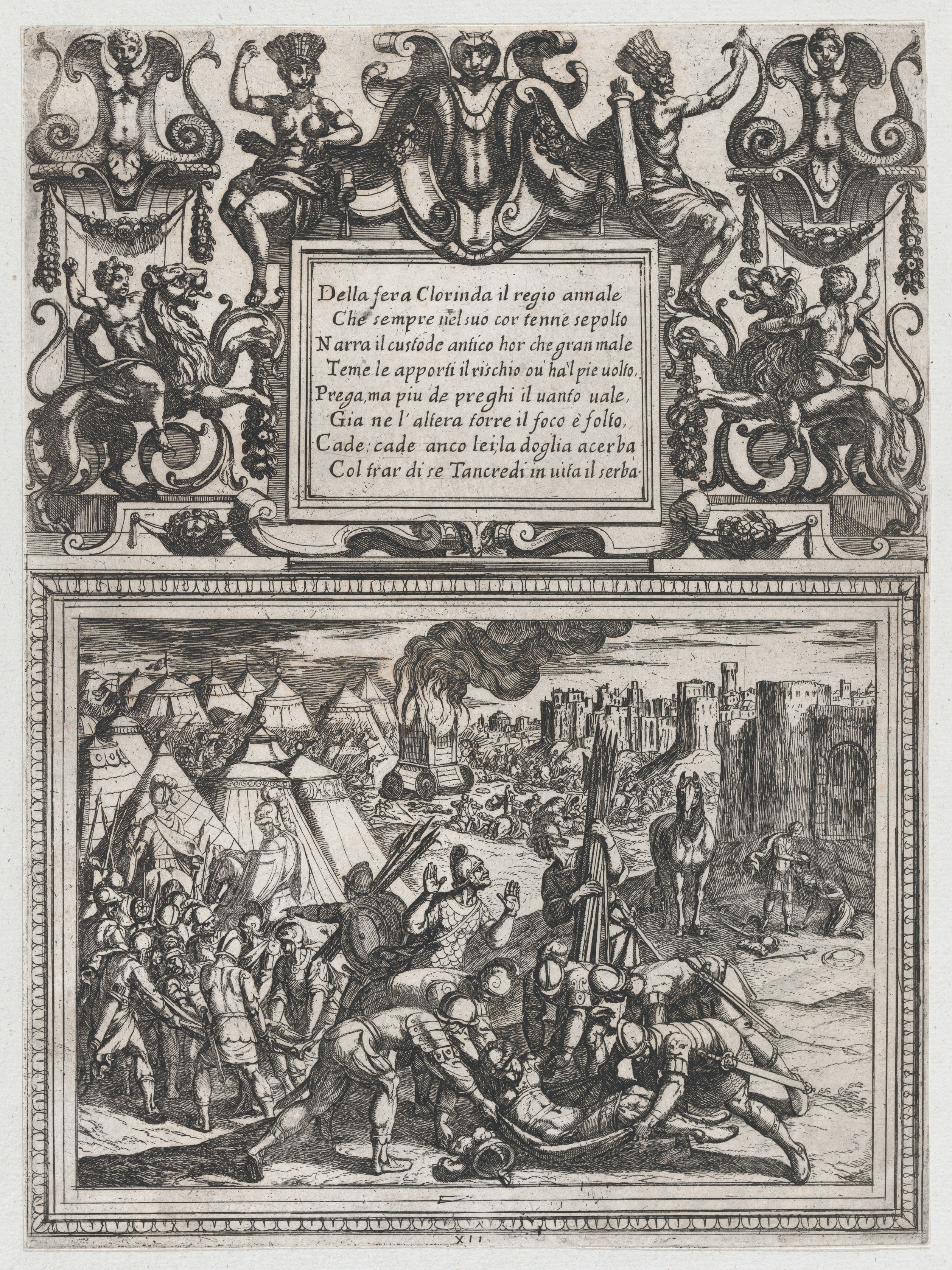
Antonio Tempesta, illustrazione del XII Canto

- Canto V: coi suoi trucchi illusionistici, Armida fa scatenare la discordia tra i soldati del campo cristiano; Rinaldo uccide Gernando. Un gruppo di cavalieri segue Armida verso Gerusalemme, mentre le operazioni militari si complicano per la mancanza di rifornimenti.
- Canto VI: Argante sfida i cristiani a un duello tra i migliori paladini dei due eserciti; viene scelto Tancredi. Nessuno dei due riesce a prevalere, e il duello è interrotto dal tramonto; intanto Erminia, innamorata di Tancredi, si avvia verso il campo cristiano da Gerusalemme, indossando le armi di Clorinda per non farsi riconoscere. Tuttavia appena viene avvistata dalle sentinelle cristiane, fugge nel bosco.
- Canto VII: Tancredi insegue Erminia, che crede sia Clorinda, finendo poi prigioniero nel castello di Armida, sicché nel duello del giorno seguente, che deve continuarsi, viene scelto Raimondo per il ruolo del campione cristiano. Mentre Raimondo sta per avere la meglio su Argante, i demoni infernali scatenano una baraonda e trasformano il duello in guerra reciproca tra i soldati, che generano una gran confusione. La guerra infine è interrotta da una tempesta.
- Canto VIII: episodio di Carlo di Danimarca che racconta la morte di Sveno, ucciso in un agguato dei Pagàni guidati da Solimano, fin quando al campo giungono le armi insanguinate del cristiano Rinaldo, e lo si piange come morto. Sopraggiunge una delle Furie: Aletto, che sobilla l'esercito cristiano, istigando Argillano a prendere il comando, con la falsa accusa verso Goffredo, che avrebbe fatto uccidere Rinaldo. Tuttavia il tumulto viene interrotto da Goffredo, che racconta la verità sull'accaduto, temendo tuttavia anche lui per la vita di Rinaldo.

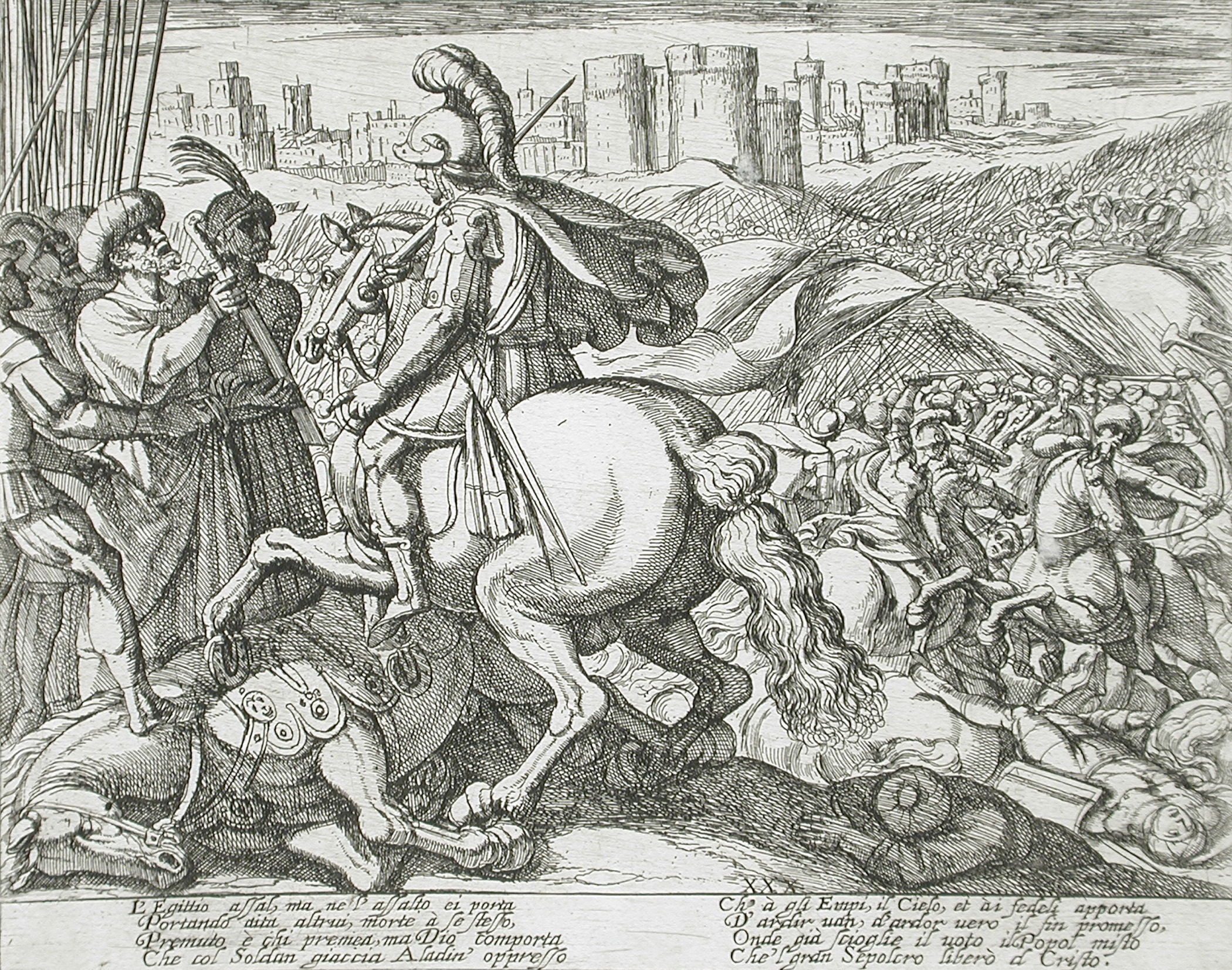
Antonio Tempesta, illustrazione del XX Canto

- Canto IX: Il comandante dei predoni arabi, Solimano, assale a sorpresa di notte il campo cristiano, mentre da Gerusalemme arriva una guarnigione comandata da Argante e Clorinda, tuttavia l'arcangelo Michele interviene con la spada cacciando i demoni che accompagnano la guarnigione. Giungono miracolosamente in soccorso dei cristiani 50 cavalieri, che fanno desistere Solimano dall'assedio.
- Canto X: Solimano viene salvato dal mago Ismeno, che lo conduce a Gerusalemme su un carro alato, comparendo poi al consiglio palatino di re Aladino per riprendere l'assedio contro i cristiani. Tra i 50 cavalieri cristiani, i soldati riconoscono Tancredi. Uno di questi[4] racconta i fatti accaduti: dopo essere stati prigionieri di Armida (il racconto è simile alla prigionia di Odisseo presso Circe) sono stati tratti in salvo da Rinaldo.
- Canto XI: Processione cristiana a Monte Oliveto, e successivo assalto crociato a Gerusalemme, eroicamente difesa da Argante, Solimano e Clorinda. Goffredo viene ferito nell'assalto, ma viene risanato dall'intervento divino per poter dare coraggio nuovamente ai crociati. L'assalto tuttavia non ha esito positivo per l'arrivo della notte, e il canto si conclude con i cristiani che rimettono in sesto una torre d'assalto danneggiata.
- Canto XII: Clorinda e Argante si recano fuori città per incendiare la maggiore torre d’assedio dei crociati, benché Arsete tenti di dissuadere Clorinda, rivelandole le sue origini cristiane, nel tentativo di far breccia per una possibile conversione, ma senza successo. La torre viene bruciata, ma Clorinda rimane al di fuori delle mura, senza potervi rientrare, e deve ingaggiare un combattimento contro Tancredi, riprendendo il precedente duello. Non viene riconosciuta, e viene ferita a morte: proprio prima di spirare, chiede a Tancredi di essere battezzata. Tancredi acconsente, distrutto dal dolore, e viene consolato da Piero l'Eremita con massime filosofico-cattoliche.
- Canto XIII: la selva di Saron è incantata dal mago Ismeno, che in tal modo ne impedisce l'accesso ai crociati, malgrado i tentativi di Tancredi. I cristiani rischiano di morire per la torrida siccità dell'incanto malefico, ma le preghiere di Goffredo ottengono il miracolo divino della pioggia.
- Canto XIV: Goffredo ha un sogno divino, e manda Carlo e Ubaldo a liberare Rinaldo, trattenuto da Armida. I due guerrieri sono guidati dal buon mago d'Ascalona, che narra dell'amore di Rinaldo e Armida, nelle viscere della Terra, altro riferimento classico a Odisseo e Calipso.
- Canto XV: Carlo e Ubaldo sono condotti mediante una nave prodigiosa all'Isola della Fortuna, e dopo varie peripezie, giungono nel nascondiglio della maga Armida.
- Canto XVI: episodio del giardino fatato e malefico di Armida, di cui vari riferimenti sono ispirati all'omerico canto delle Sirene. Carlo e Ubaldo riescono a superare il giardino delle illusioni e convincono Rinaldo ad abbandonare i piaceri e a riprendere le armi per la causa santa, malgrado Armida lo preghi di restare, meditando successivamente la vendetta.
- Canto XVII: Rassegna dell'esercito egiziano, ripreso dal II canto omerico dell'Iliade, successivamente Armida chiede aiuto al re d'Egitto contro Rinaldo, il quale si rivolge al Mago d'Ascalona per avere una nuova armatura e combattere con maggior vigore (ennesimo riferimento omerico all'armatura di Achille da parte di Efesto). Dalla descrizione dell'armatura, Tasso traccia la cronistoria mitologica delle origini degli Este, signori di Ferrara (riprendendo anche l'episodio sulle origini dell'imperatore Augusto dall'epos di Virgilio).
- Canto XVIII: Rinaldo torna in campo cristiano per incoraggiare l'esercito, venendo perdonato dal re Goffredo, e dopo aver pregato sul Monte Oliveto, rompe l'incanto della selva, per poter marciare verso Gerusalemme. L'esercito può disporre di rifornimenti, cacciagione, dato che la foresta era impenetrabile a causa del mago musulmano Ismeno, e di legname per riparare le macchine da guerra. L'assedio viene condotto con grande successo dei crociati. Ismeno tenta di lanciare un incantesimo contro i crociati, con l’aiuto di due maghe. Ma una catapulta cristiana lancia un macigno che uccide sia lui che le due streghe. Viene dichiarata l’occupazione della città.
- Canto XIX: duello di Argante e Tancredi, con la morte del primo. Re Aladino si rifugia con i fedeli nella Torre di re David, mentre lo scudiero di Tancredi, Vafrino, è inviato come spia al campo egiziano. Incontrata Erminia, che aveva vissuto presso i pastori, ritrovano Tancredi gravemente ferito. Erminia, senza rivelarsi, lo cura amorevolmente, mentre Vafrino svela a Goffredo il tradimento di Ormondo.
- Canto XX: l'esercito del re d'Egitto si schiera sotto le mura di Gerusalemme, per un nuovo decisivo scontro. Solimano con le sue truppe arabe sferra l'attacco, ma rimane ucciso da Rinaldo (riferimento virgiliano al duello di Enea e Turno dei Latini), mentre re Aladino viene ucciso da Raimondo. Armida e Rinaldo si riconciliano, e la donna si converte al cristianesimo. Terminata la guerra di Gerusalemme, re Goffredo può accedere al Santo Sepolcro, adorandolo e sciogliendo il voto della crociata di liberazione, ormai portata a termine.

## La poetica

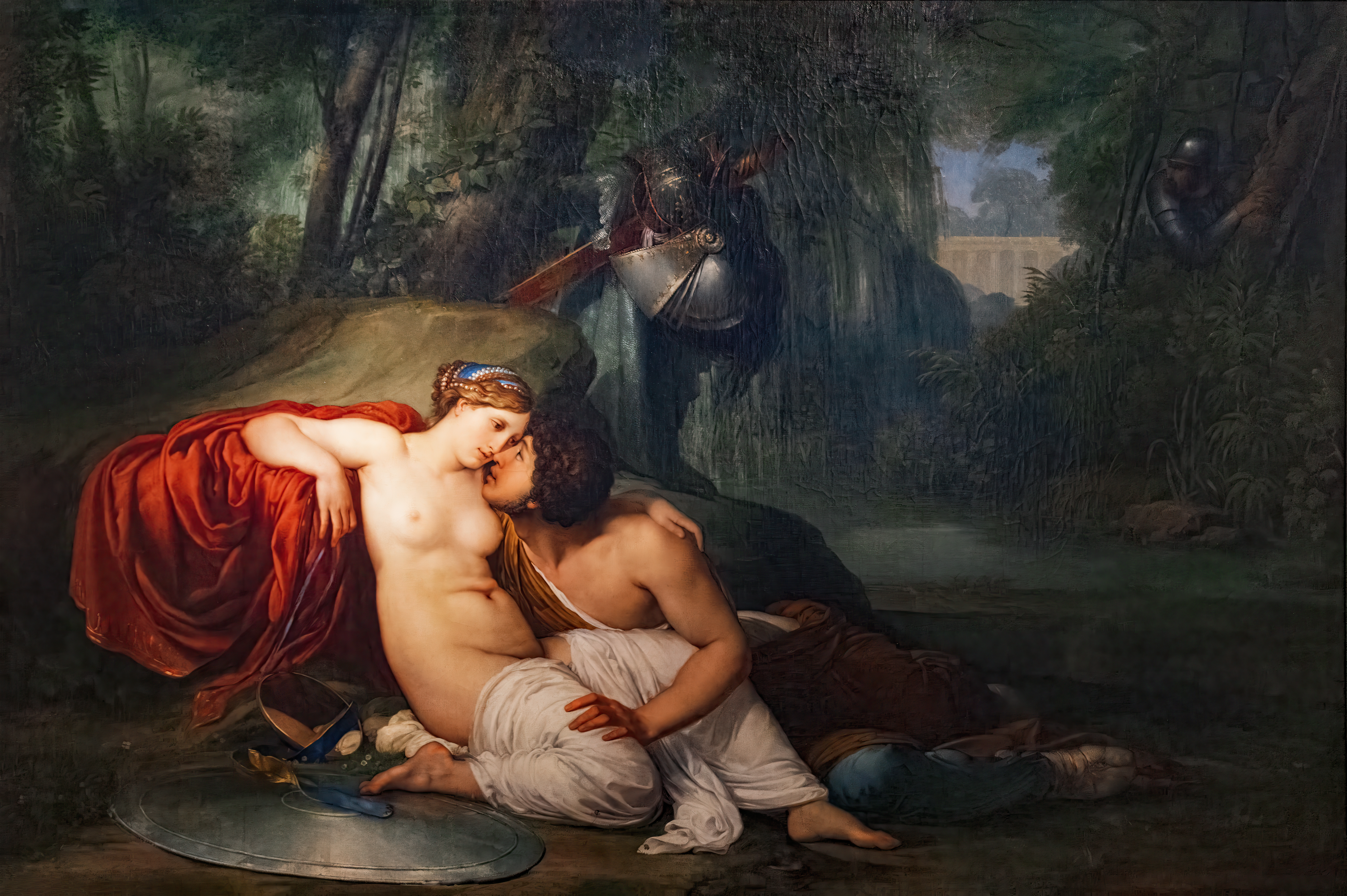
Rinaldo e Armida, olio su tela di Francesco Hayez, 1812, Venezia, Gallerie dell'Accademia.

L'idea di scrivere un'opera sulla prima crociata è mossa da due obiettivi di fondo: raccontare la lotta tra pagani e cristiani, di nuovo attuale nella sua epoca, e raccontarla nel solco della tradizione epica-cavalleresca.
Sceglie la prima crociata in quanto è un tema non così ignoto al tempo da lasciar pensare che fosse inventata, ma anche adatto all'elaborazione fantastica.
Il tema centrale è epico-religioso. Tasso cerca di intrecciarlo con temi più leggeri, senza però sminuire l'intento serio ed educativo dell'opera. Nel poema si intrecciano due mondi, l'idillico e l'eroico.
Goffredo di Buglione è il personaggio principale che raduna i cavalieri cristiani e li guida alla liberazione di Gerusalemme.
Il centro dell'opera è l'assedio di Gerusalemme difesa da valorosi cavalieri.
Da un lato i principali cavalieri cristiani tra cui Tancredi e Rinaldo dall'altro il Re Aladino, Argante, Solimano e Clorinda.
Una serie di vicende si intrecciano nell'opera e c'è sempre il dualismo tra Bene e Male, e sebbene ci sia anche qui la magia, l'intervento sovrumano è dato da Cielo ed Inferno, angeli e demoni, intrecciate con suggestioni erotico-sensuali.
Il poema ha una struttura lineare, con grandi storie d'amore, spesso tragiche o peccaminose; come se il tema dell'amore sensuale, sebbene contrapposto a quello eroico, fosse necessario e complementare ad esso.
Si ripropone quindi quel dissidio irrisolto tra tensione religiosa e amore terreno al quale la poesia da Petrarca in poi si era ampiamente ispirata.
Tasso si pone come obiettivo quello di allontanarsi dal Furioso di Ariosto, per rispettare i precetti letterari stabiliti dalla traduzione della Poetica (Aristotele) compiuta da Alessandro de' Pazzi nel 1536. In primo luogo respinge il meraviglioso fiabesco del romanzo cavalleresco a favore del meraviglioso cristiano: gli interventi soprannaturali di Dio, degli angeli e anche delle creature infernali, che appaiono verosimili al lettore fanno parte delle verità di fede. In secondo luogo, respinge anche la costruzione formale ariostesca, la quale è caratterizzata dalla molteplicità delle azioni che si intrecciano tra di loro, che comprometterebbe l'unità di azione stabilita dai precetti aristotelici. Egli, tuttavia, riconosce che la varietà è necessaria per il diletto. Per conciliare questa antitesi afferma che il poema deve essere vario, ossia rappresentare più situazioni (battaglie, amori, tempeste, siccità ecc.) ma tutte devono essere sottoposte ad un mondo unitario. In un passo dei Discorsi egli paragona il poema al mondo, che presenta notevoli varietà di situazioni, ma tutte soggiogate alla mente ordinatrice divina. In terzo luogo, si vuole allontanare anche dallo stile medio tipico di Ariosto a vantaggio dello stile sublime. Lo stile deve avere «lo splendore di una meravigliosa maestà». Le parole devono essere «peregrine», ossia lontane dall'uso corrente. La sintassi «avrà del magnifico se saranno lunghi i periodi e lunghi i membri de' quali il periodo è composto».
Tasso afferma che la poesia può unire al "vero" il "verosimile", a condizione di mantenere una coerenza storica nello sviluppo complessivo della vicenda. La storia, ricondotta nell'alveo dell'intervento provvidenziale di Dio, permette di realizzare lo scopo educativo e, per conseguire il diletto, che per Tasso è l'altro fine irrinunciabile, l'elemento "meraviglioso" è anch'esso di impronta cristiana, consiste cioè nella partecipazione di angeli e demoni.
La magia di Ariosto è fiabesca, quella di Tasso ha un fine, è ricondotta al contrasto tra bene e male.
Nei Discorsi del poema eroico Tasso parla della "autorità della storia" e della "verità della religione" come elementi di base del poema epico-cavalleresco. Aggiunge poi che il poeta deve avere "licenza del fingere" e che il poema deve far risaltare la "grandezza e nobiltà degli avvenimenti" in quanto il mondo eroico deve essere il mondo della perfezione, perciò anche il linguaggio deve essere "illustre".
L'amore è la tematica più complessa, vissuta in maniera lacerante, poiché anche se visto come peccato, poi vinto dai valori religiosi, il modo di raccontarlo dimostra che rimane un dissidio non risolto.
Così le storie d'amore si caricano di pathos tragico, Tancredi si innamora di Clorinda, guerriera musulmana, ed è condannato dal destino ad ucciderla; Armida si innamora di Rinaldo.
Tra gli aspetti del proprio tempo che nel Tasso ricevono un'eco particolare, appare importante il ruolo esercitato dalla corte (corte degli Estensi) come ambiente essenziale ed irrinunciabile in cui si è formata la fantasia e si è modellata la vita del poeta: la corte insieme amata ed odiata, respinta e ricercata, in cui si distende e si configura il sogno di gloria e di felicità ed il tormento di vita; la corte come struttura che suggerisce alla poesia immagini di fasto e di grandezza e un modo particolare di intendere l'esistenza.

## La Gerusalemme e lo spirito della Controriforma

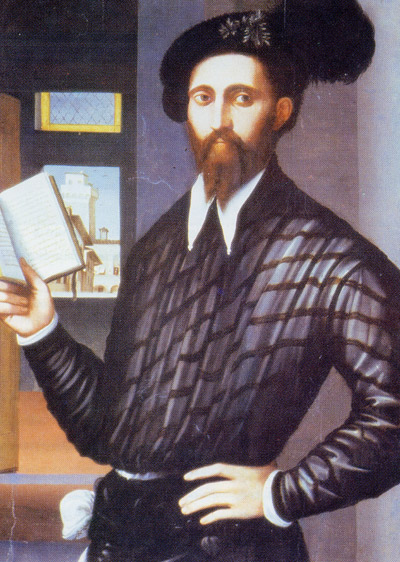
Ritratto di Torquato Tasso con la sua Gerusalemme liberata

Un anno dopo la nascita di Tasso era stato indetto il Concilio di Trento, tappa fondamentale del processo controriformistico.
La Chiesa manifestava l'ardente necessità di orientare gli intellettuali al fine di difendere l'ortodossia cattolica contro le confessioni riformate. Il rinnovamento del Tribunale dell'Inquisizione e l'istituzione dell'Index librorum prohibitorum contribuirono alla nascita di un clima di rimarcata attenzione alla compatibilità con la fede cristiana delle opere circolanti. Nello spirito della Controriforma, l'ideale dell'ortodossia prevaleva sugli ideali umanistici e rinascimentali di riscoperta del mondo classico e comportava la moderazione delle velleità e delle frivolezze. L'intellettuale cristiano, partecipe di questo nuovo interesse per la causa della fede, iniziò a sentirsi responsabile dei messaggi veicolati dalle sue opere. È proprio tale consapevolezza a plasmare una personalità tanto complessa quale quella del Tasso.
L'esigenza del richiamo ai valori religiosi è insita nel fine pedagogico della sua Gerusalemme liberata. Il poema è teso non al solo delectare, ma al docere: i cristiani allora dovevano riscoprire la propria compattezza, combattendo per difendere la propria fede dalle minacce esterne, ovvero i Turchi, ed interne, ovvero le spinte disgregatrici figlie della riforma luterana. Il dover sensibilizzare la società secondo lo spirito controriformistico fu motivo di particolare attenzione per il Tasso, che sentì il bisogno di sottoporre la sua opera al giudizio di otto revisori, al fine di valutare la chiarezza del messaggio educativo.
Per il Tasso, vero manierista, conciliare, in sé e nelle sue opere, lo spirito rinascimentale morente con la tensione religiosa significava conciliare l'unità con la varietà.
A livello stilistico la molteplicità delle situazioni doveva essere governata da una trama unitaria e compatta in cui i diversi elementi si combinavano in una fitta rete di rapporti e di corrispondenze. Alle unità aristoteliche di luogo, di tempo e d'azione accostò dunque la varietà, ovvero il susseguirsi di episodi secondari per arricchire la narrazione.
A livello contenutistico, invece, è evidente quella che il critico Lanfranco Caretti definisce “discorde concordia”: la contrapposizione dialettica tra la tematica eroica fondata sulla crociata, che coincide con il coinvolgimento morale dei personaggi, e quella sentimentale, susseguirsi di passione e debolezza. L'intrigo spirituale sopravvive in Tasso, lasciando emergere una sorta di “bifrontismo spirituale”, nel tentativo di conciliare classicismo e moderna ansietà religiosa. L'alterno susseguirsi di opposte prospettive, ora “ascendenti” ora “diversive”, è simbolo del conflitto interiore dell'autore alla ricerca dell'unità, da recuperare prima in sé e poi nelle sue produzioni. 
Caretti vede la stabilità ariostesca contrapposta all'instabilità tassiana. Ciò è dovuto alla fine delle certezze del Rinascimento, quando le sorti politiche italiane erano avvolte da un'ombra di irreparabile sconfitta e si venne facendo sempre più evidente il declino dello slancio attivo e fiducioso che aveva animato la civiltà italiana, a cui si aggiunse la chiusura più rigida della restaurazione cattolica. Si tratta di un'età in cui sull'eredità rinascimentale viene innestandosi "lo spirito nuovo e inquieto di un'età percossa dall'urto violento della Riforma e intimamente desiderosa di una sincera renovatio morale".
L'equilibrio tra peccato e redenzione, tra passione ed ideale, però, sembra sempre irrealizzabile. La tensione verso una catarsi irraggiungibile e la conseguente assenza di compattezza si traducono dunque in ansia. Si tratta della stessa ansia che rende il mondo della Liberata tormentoso e problematico. È lo stesso senso di turbamento che avvolge il Tasso cosciente di una nuova consapevolezza: il potere dell'uomo e dell'intelletto è limitato da condizionamenti morali e metafisici.
Come sottolinea il Getto, il tema religioso è presente anche con il rito e la liturgia: "È la prima volta che la religione, sentita come spettacolo e liturgia, trova posto nella poesia italiana". Troviamo infatti voci essenziali del rito cattolico: le cerimonie religiose (funerali, messa, processione), i sacramenti (comunione, battesimo, confessione).

## Le fonti dell'opera
La Gerusalemme è sicuramente un'opera composita, un capolavoro che ha attinto a più fonti, capace di fonderle insieme dando origine ad un testo coerente. Nelle lettere Tasso ha sempre sostenuto di voler conciliare l'esempio degli antichi con quello dei moderni, e il risultato conferma la buona riuscita delle sue intenzioni.
La critica ha sviscerato la Gerusalemme per estrapolarne le fonti e il loro peso, ma gli studiosi sono stati sostanzialmente concordi nell'individuazione delle opere che hanno ispirato Torquato, pur dissentendo quando si è trattato di definirne una più importante dell'altra.
Alcuni si sono specializzati nella ricerca dei testi che più hanno influenzato il capolavoro:
All'inizio del XX secolo Vincenzo Vivaldi ha deciso di intraprendere un'operazione piuttosto meccanica ma immensa per impegno e dedizione richieste. Vivaldi concludeva che «i principali fattori della Liberata sono tre: cronache delle crociate, Eneide ed Iliade, e poemi cavallereschi ed eroici italiani anteriori al poeta». Faceva tuttavia dei distinguo, ed asseriva che se le Cronache delle crociate costituivano la base dell'opera, erano tuttavia rielaborate al punto da far rimanere, nella Liberata, un sesto della verità storica, perché il resto è dominato non solo dall'influsso di Eneide e Iliade o dall'Ariosto, dal Trissino, da Giraldi Cintio, ma anche da altri autori antichi quali Lucano o Stazio, Silio Italico o Apollonio Rodio, e naturalmente anche da Dante, Petrarca, Boccaccio, Poliziano.
Insomma, quasi sempre rielabora episodi già esistenti, perché la facoltà della fantasia ebbe «scarsissima», e la fedeltà maggiore sarebbe serbata agli antichi e all'Ariosto. La poca fantasia viene però compensata dalla capacità di fondere insieme gli elementi per creare un'opera viva e affatto nuova.
Se discutibile è l'epiteto di «scarsissima» che Vivaldi rivolge alla fantasia del Tasso, il suo lavoro sulle fonti è eccellente, e gli altri studiosi poco hanno aggiunto, se non in termini di "gerarchia delle fonti". Per il Multineddu in effetti è l'Eneide a occupare il primo posto tra i testi classici, Dante e Petrarca sono i poeti medievali con l'influenza maggiore e tra i «cavallereschi» la palma va al Boiardo e all'Ariosto. Tra i cronachisti, infine, quello cui più l'autore ha attinto sarebbe Guglielmo di Tiro.
Il de Maldé tira invece in ballo l'importanza dei riferimenti biblici e sacri. Le fonti principali sono «la Bibbia, le Cronache delle Crociate e i Santi Padri, con tutte quelle illustrazioni in prosa e in verso che la letteratura contemporanea e posteriore venne portando ad esaltazione delle Crociate e Cronache stesse». Insomma, pur essendo vivi i riferimenti ariosteschi, «lo spirito sacro cristiano dominò e informò tutta l'alta materia e tutta l'arte», e «un'allegoria spirituale e morale sovraintese alla composizione della Gerusalemme».
Il richiamo all'Iliade pare evidente: basti pensare al tema della guerra e al fatto che, come per gli Achei sia necessario il rientro in battaglia di Achille, così il campo crociato potrà prevalere solo grazie al ritorno di Rinaldo. Si aggiunga anche l'intervento divino comune ai due poemi; tuttavia, mentre gli interventi di Dio, degli arcangeli e degli angeli (e dei demoni ad essi contrapposti) si inseriscono nella Gerusalemme nella linea della Provvidenza cristiana, quelli degli dèi che volta a volta aiutano i Greci o i Troiani sfuggono a questa dinamica di trascendenza.

## Personaggi principali

### Goffredo di Buglione

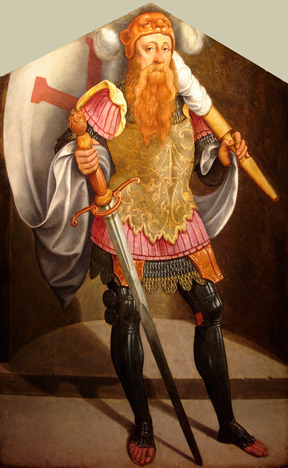
Ritratto di Goffredo

che il gran sepolcro liberò di Cristo

molto operò con il senno e con la mano

molto soffrì nel glorioso acquisto.....»
(Inizio del proemio della Gerusalemme liberata)
Goffredo di Buglione è il protagonista maschile in assoluto del poema di Tasso. Egli è il capitano dell'armata cristiana della Prima crociata contro l'esercito selgiuchide della Turchia che ha occupato Gerusalemme. Torquato Tasso si riferisce alla sua figura già nel proemio, spiegando di narrare in versi le gesta del capitano che liberò dalle mani degli Infedeli il Santo Sepolcro di Gesù. All'inizio del poema Goffredo, partito per la crociata già dal 1096, non è ancora riuscito a conquistare Gerusalemme. Giunge il 1099 e il cavaliere intrepido, avendo conquistato già Costantinopoli, riceve la visita dell'Arcangelo Gabriele che lo invita a tenere duro contro i musulmani. Goffredo allora, riacquistando il coraggio e infondendolo anche nei cuori dei combattenti cristiani, manda un messaggio al reggente di Gerusalemme, Aladino, per avvisarlo del tremendo assalto che lo distruggerà. Argante però, combattente straniero che poi si allea con Aladino, vorrebbe una tregua e si presenta a Goffredo come ambasciatore, proponendo un'alleanza con l'Egitto. Al rifiuto del Capitano, riprende di nuovo la guerra e Argante uccide il cristiano Dudone a cui Goffredo tributa i funerali. Dopo che i demoni dell'Inferno scelgono di far allontanare i cristiani dal loro obiettivo con stragi, carestie e persecuzioni spirituali, Goffredo inizia a perdere il ruolo di protagonista, venendo sostituito da Tancredi e da Rinaldo. Ricompare protagonista nella metà del poema, nel canto VIII, XI E XIV in cui viene addirittura sospettato di tradimento dai suoi commilitoni. Quando Rinaldo, posseduto da un diavolo, uccide un compagno, fugge via dal campo in preda alla vergogna, Goffredo raccoglie le sue armi e l'armatura insanguinati. I soldati credono che sia stato lui ad uccidere Rinaldo. Dopo l'ennesimo assalto a Gerusalemme, Goffredo di Buglione viene gravemente ferito, ma risanato subito per intervento divino, affinché possa perseguire l'incarico affidatogli da San Michele Arcangelo. Nel frattempo Rinaldo viene sedotto dalla maga nemica Armida che lo attrae nel suo giardino incantato per fare l'amore. Rinaldo perde ogni attrazione e interesse per la guerra e rimane per molto tempo prigioniero. L'intervento di Ubaldo e Carlo, mandati da Goffredo che aveva ricevuto una visione di Rinaldo prigioniero, liberano il paladino e svergognano la maga. Dopo altre peripezie, Rinaldo si ritira in meditazione per l'errore compiuto e Goffredo, sconfitti i maggiori difensori di Gerusalemme, dichiara liberata la Città Santa dalle mani degli Infedeli e adora il Santo Sepolcro.
Il personaggio di Goffredo nel poema è soprattutto ricordato per la sua perfezione assoluta nel fisico, nella prestazione nelle battaglie e specialmente per il carattere severo, inflessibile che non cede alle tentazioni. Tasso per celebrare la religione cristiana, essendo il periodo della Controriforma, volle scegliere un condottiero perfetto che rappresentasse in tutto e per tutto i degni successori di Gesù Cristo nella crociata. L'esatto contrario di Goffredo è Tancredi che, personaggio pieno di ambivalenze, è sempre soggetto a dubbi, innamoramenti e turbe psichiche per colpa dei demoni che infestano gli animi dei cristiani. Infatti da ricordare sono il suo amore per Clorinda e l'infatuazione condannata della pastorella Erminia che prova per il paladino.

### Clorinda

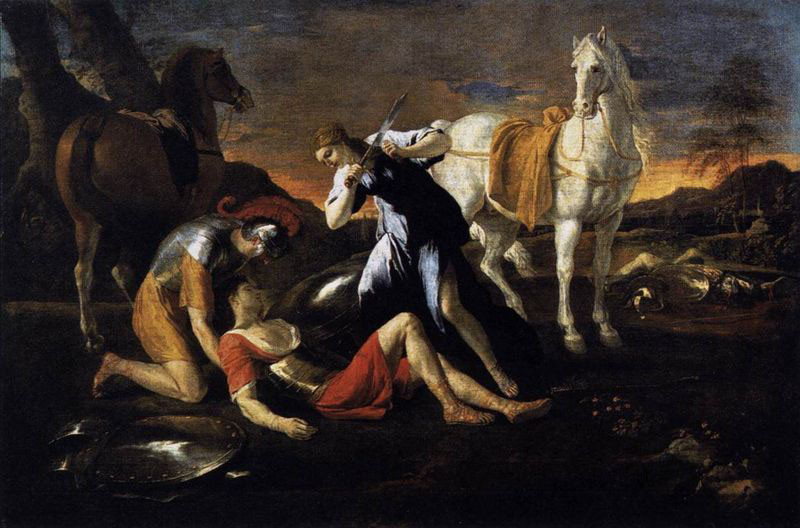
Erminia ritrova Tancredi ferito, olio su tela di Nicolas Poussin, 1649, conservato a San Pietroburgo, Ermitage.

Secondo il racconto di Tasso (Gerusalemme Liberata, XII, 21-38) Clorinda è la figlia di Sanapo, re d'Etiopia di religione cristiana. Folle di gelosia nei confronti della moglie, il re la rinchiude in una torre alla quale hanno accesso solo le sue ancelle e l'eunuco Arsete.

La regina è sottomessa alla volontà del marito e spesso si rifugia nella preghiera presso l'immagine di san Giorgio che adorna le pareti della sua stanza. Rimasta incinta partorisce una figlia bianca.
L'evento trova spiegazione nel fatto che, avendo ella giaciuto con il marito di fronte alla raffigurazione del santo che libera la principessa dal drago, l'impressione data dall'immagine della principessa bianca dipinta, abbia influenzato l'aspetto della futura figlia. Terrorizzata dalla gelosia del marito che nonostante la sua innocenza non avrebbe creduto a nessuna spiegazione affida la bambina al suo servo, Arsete, facendogli promettere di crescerla secondo la fede cristiana, e prega san Giorgio di proteggerla.
Arsete parte in segreto con la bambina verso l'Egitto, sua terra natale; durante il viaggio si imbatte in una tigre, terrorizzato, si arrampica su un albero lasciando la bambina a terra; la tigre si avvicina e offre per allattarla le mammelle, così che la piccola Clorinda può nutrirsi. Arsete rimane attonito di fronte a quello che gli sembra un incredibile prodigio; allontanatasi la tigre, riprende la piccola e prosegue il suo cammino. Viene però inseguito dai briganti e, scappando, si ritrova davanti ad un fiume, si tuffa sorreggendo Clorinda ma la corrente è troppo forte; la bambina gli sfugge dalle mani, ma le onde la trasportano illesa a riva.
Durante la notte appare in sogno ad Arsete san Giorgio (alla cui protezione si devono, infatti, l'allattamento della tigre e il miracoloso salvataggio dal fiume); egli intima ad Arsete di far battezzare Clorinda, ma il vecchio non gli dà ascolto. Giunto in Egitto, fa svezzare la bimba in un villaggio; appena giunta alla fanciullezza Clorinda inizia ad autoeducarsi alla caccia e alla guerra (Gerusalemme Liberata, II, 39-40) rifiutando tutti gli ornamenti e le occupazioni femminili, addestrandosi nel combattimento fino ad essere in grado di seguire gli eserciti nelle campagne militare e conquistare fama e terre.
Quando Goffredo di Buglione si prepara ad attaccare Gerusalemme e la città si prepara all'assedio dei Crociati, il re Aladino sfoga la sua rabbia sui cristiani che vivono nella città e condanna a morte Sofronia, una giovane cristiana che si autoaccusa del furto di un'immagine della Vergine, per salvare il resto del popolo dalla strage promessa dal re per il crimine in realtà architettato dal mago e suo consigliere Ismeno per eliminare i cristiani.
Olindo, innamorato segretamente di lei, si accusa per salvarla ma entrambi vengono condannati; stanno per essere giustiziati quando Clorinda ferma i carnefici. Si presenta al re che la conosce per fama e chiede la vita dei due giovani offrendo in cambio i suoi servigi nella battaglia che si sta preparando.

Aladino accetta a patto che i cristiani prendano la via dell'esilio (G.L. II, 1-38). Un giorno, durante un combattimento, la guerriera si ferma presso un fiume e si toglie l'elmo per bere: è allora che il principe Tancredi d'Altavilla, il più valoroso dei Crociati insieme a Rinaldo, la vede e si innamora di lei (G.L. I, 46-49).
Da quel momento il principe perde di vista i suoi doveri di cristiano e di cavaliere schiavo della sua passione amorosa, tanto che durante uno scontro attaccato da lei non attacca ma anzi la chiama in disparte e le dichiara il suo amore. Di fronte alla sua dichiarazione la donna non reagisce essendo totalmente estranea al sentimento amoroso (G.L. III, 23-31).

Durante l'assedio di Gerusalemme, Clorinda si distingue come arciera dall'alto della torre e ferisce lo stesso Goffredo (G.L. XI, 27-54), ma desiderosa di misurarsi col nemico e distinguersi con un'impresa eroica decide di introdursi nottetempo nel campo cristiano per incendiare la torre con cui i Crociati vogliono assaltare le mura (G.L. XII). Il guerriero Argante si offre di accompagnarla; il vecchio Arsete, che l'ha accompagnata fino a quel momento, cerca di distoglierla dal folle progetto narrandole per la prima volta la storia delle sue origini e di un nuovo sogno premonitore. Anche la guerriera ha fatto un sogno simile ma tace e rifiuta di lasciare il suo progetto e i valori per i quali ha sempre combattuto.

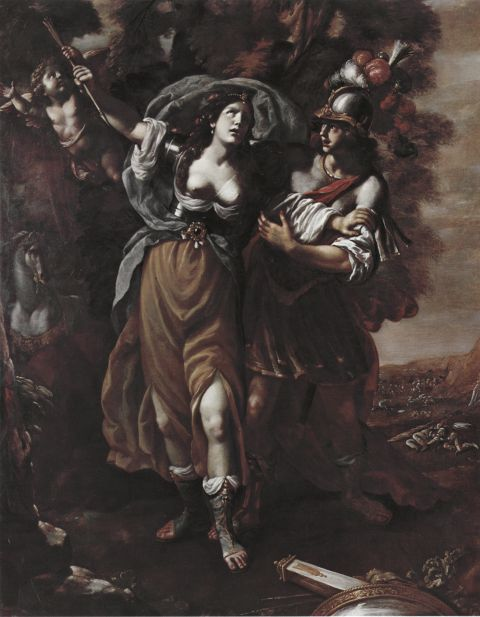
Dipinto raffigurante Tancredi e Clorinda

L'impresa viene portata a compimento ma al momento del rientro tra le mura di Gerusalemme, Clorinda rimane chiusa fuori per errore. Allora Tancredi si accorge di lei e, non riconoscendola per l'armatura non sua, vede in lei solo l'incendiario della torre e rincorrendola la sfida a singolar tenzone. Il duello è all'ultimo sangue; alla fine il principe ne esce vincitore, infliggendo alla donna una ferita mortale al petto.

Ormai in fin di vita Clorinda riconosce al nemico la vittoria e gli chiede il Battesimo. Sono le prime luci dell'alba, Tancredi prende dell'acqua ad un vicino ruscello e le toglie l'elmo per battezzarla. Solo allora si rende conto di aver ferito a morte la donna che ama, ma reprime la sua angoscia per esaudire il suo ultimo desiderio, e la battezza. Clorinda gli dà il segno della pace, sorride e muore serenamente in grazia di Dio.

Tancredi si dispera e gravemente ferito perde i sensi. Ritrovato dai compagni viene portato al campo dove appena rinvenuto dà a Clorinda degna sepoltura. Non sa però rassegnarsi al suo crudele destino ed è preda della disperazione e dei vaneggiamenti.

Trova pace solo dopo che l'amata gli appare in sogno dal Paradiso dove si trova grazie a lui; la donna infatti era destinata fin dalla nascita alla conversione e alla salvezza e con la sua morte libera anche Tancredi dalla follia d'amore, facendolo tornare ai suoi doveri di combattente di Cristo. Subito dopo la morte di Clorinda la situazione della guerra si sblocca e il Santo Sepolcro viene riconquistato dai cristiani.
Clorinda è sicuramente una delle figure in cui il Tasso ha chiuso una delle sue trame più difficili, sembra quasi si tratti di un rimando alla virgiliana vergine Camilla o all'antico mito greco delle Amazzoni, le donne guerriere, che secondo la leggenda sacrificarono tutta la loro femminilità per la guerra. A queste caratteristiche “maschili” il Tasso affianca un'aura di dolce femminilità, rivelata solo in pochi versi e drammaticamente esaltata quando, ormai morente, ella chiede il battesimo. Si tratta quasi di un personaggio che per alcuni attimi fuggenti sembra uscire dalle sue vesti di metallo come una farfalla dalla sua crisalide o, come dice Fredi Chiappelli in “Studi sul linguaggio del Tasso epico”, «Vissuta a lungo in una larva militare, Clorinda fiorisce in tutta la sua dolcezza femminile d'improvviso e per un istante, l'istante della sua morte». Sono interi mondi cristallizzati in pochi attimi e subito interrotti dalla foga della battaglia o dalla prematura morte della donna. Sembra quasi che si tratti di momenti eterni, fluttuanti nel tessuto temporale del racconto, fermi, statici, immobili, contemplativi.
avea la sopravveste, e la visiera

alta tenea dal volto; e sovra un’erta,

tutta, quanto ella è grande, era scoperta.»
volaro e parte nuda ella ne resta;

chè, rotti i lacci e l’elmo suo, d’un salto

(mirabil colpo!) ei le balzò di testa;

e, le chiome dorate al vento sparse,

giovane donna in mezzo ‘l campo apparse.»
A queste sensualissime descrizioni fisiche si affiancarono i precetti morali, che portano il Tasso a decretare a queste storie una fine d'ineluttabile dolore. L'amore, infatti, per il poeta, non può che portare ad un indebolimento degli animi e ad uno sviamento dal campo di battaglia e dalla missione sacra. Morente, Clorinda chiede il battesimo e muore da cristiana, suscitando quasi la commozione dell'autore stesso in una scena che è espressione delle migliori doti liriche possedute dallo scrittore.

### Tancredi

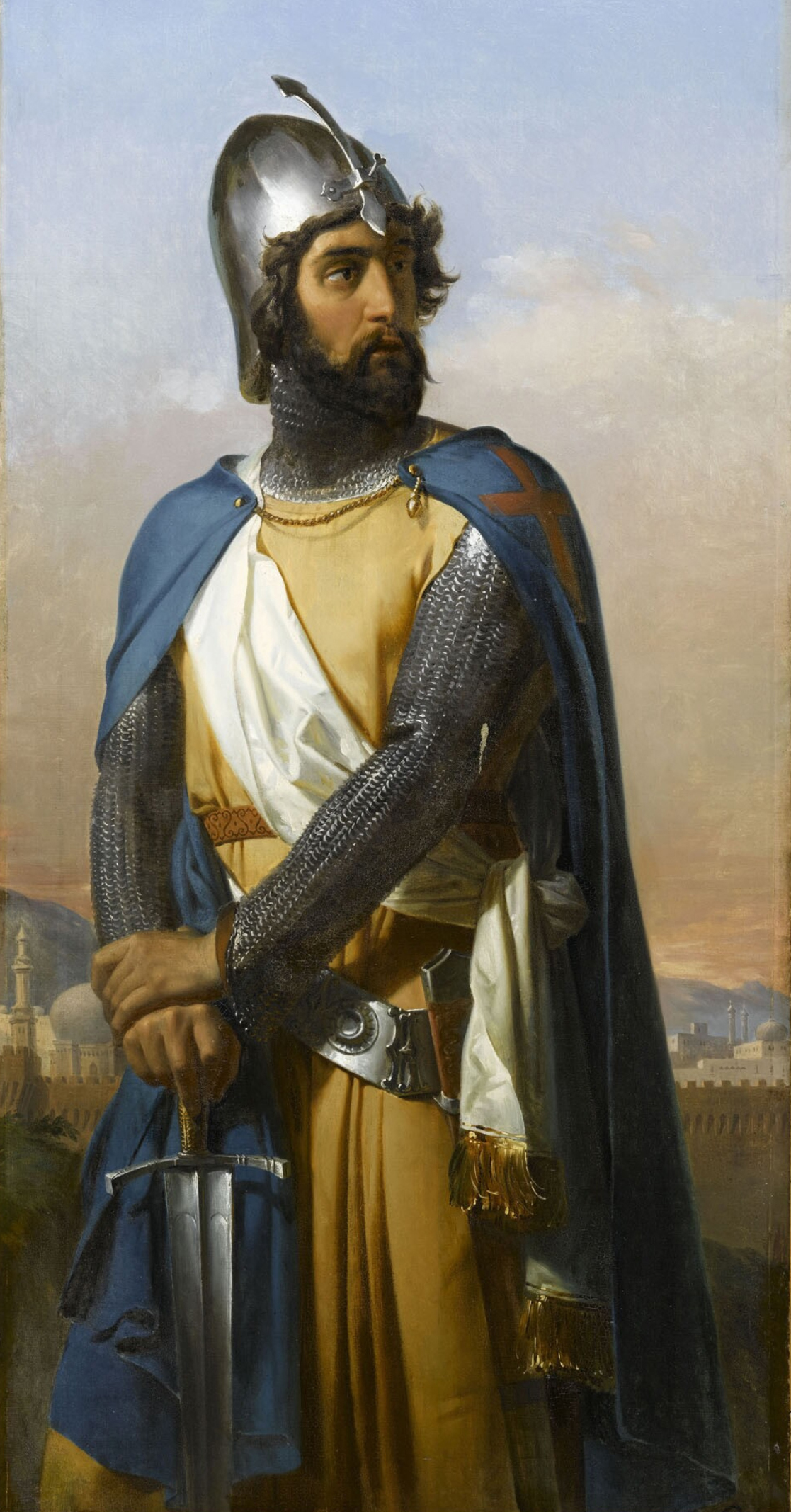
Tancredi d'Altavilla

Tancredi d'Altavilla è un noto paladino fedele al Capitano Goffredo di Buglione, generale della Prima crociata contro i turchi di Gerusalemme. Egli è l'esatto contrario del suo comandante, severo e fedele a Dio, ed ha un ruolo chiave nel poema perché rappresenta il dubbio, l'animo fragile umano e colui che cede spesso e volentieri alle tentazioni. Il suo amore per la nemica musulmana Clorinda è un chiaro esempio della sua debolezza di carattere, tanto più quando egli, senza riconoscerla, la uccide in combattimento. Infatti pochi giorni prima del grande assalto cristiano a Gerusalemme, i turchi selgiuchidi avevano sfoderato un'offensiva all'esercito cristiano, distruggendo il simbolo di ciò che faceva resistere ancora Goffredo e i suoi paladini alle terribili sofferenze inflitte dai diavoli e dalle carestie. Clorinda, non riconoscendo Tancredi e viceversa per il paladino d'Altavilla, lo attacca in duello però ne rimane ferita gravemente. Questa, in punto di morte, chiede a Tancredi di battezzarla. Tempo prima di ciò una pastorella, sempre "infedele" di nome Erminia si era innamorata di Tancredi, ma sapendo dell'impossibilità del loro rapporto, si rifugia sui monti, cercando di dimenticare le sue passioni. Infatti aveva già cercato la fanciulla di intrufolarsi nel campo cristiano sotto mentite spoglie, ma poi era fuggita atterrita da uno scontro. Verso la fine del poema Erminia, vedendo Tancredi ferito gravemente dal duello con il saraceno Argante, lo cura sempre però travestendosi.

### Erminia

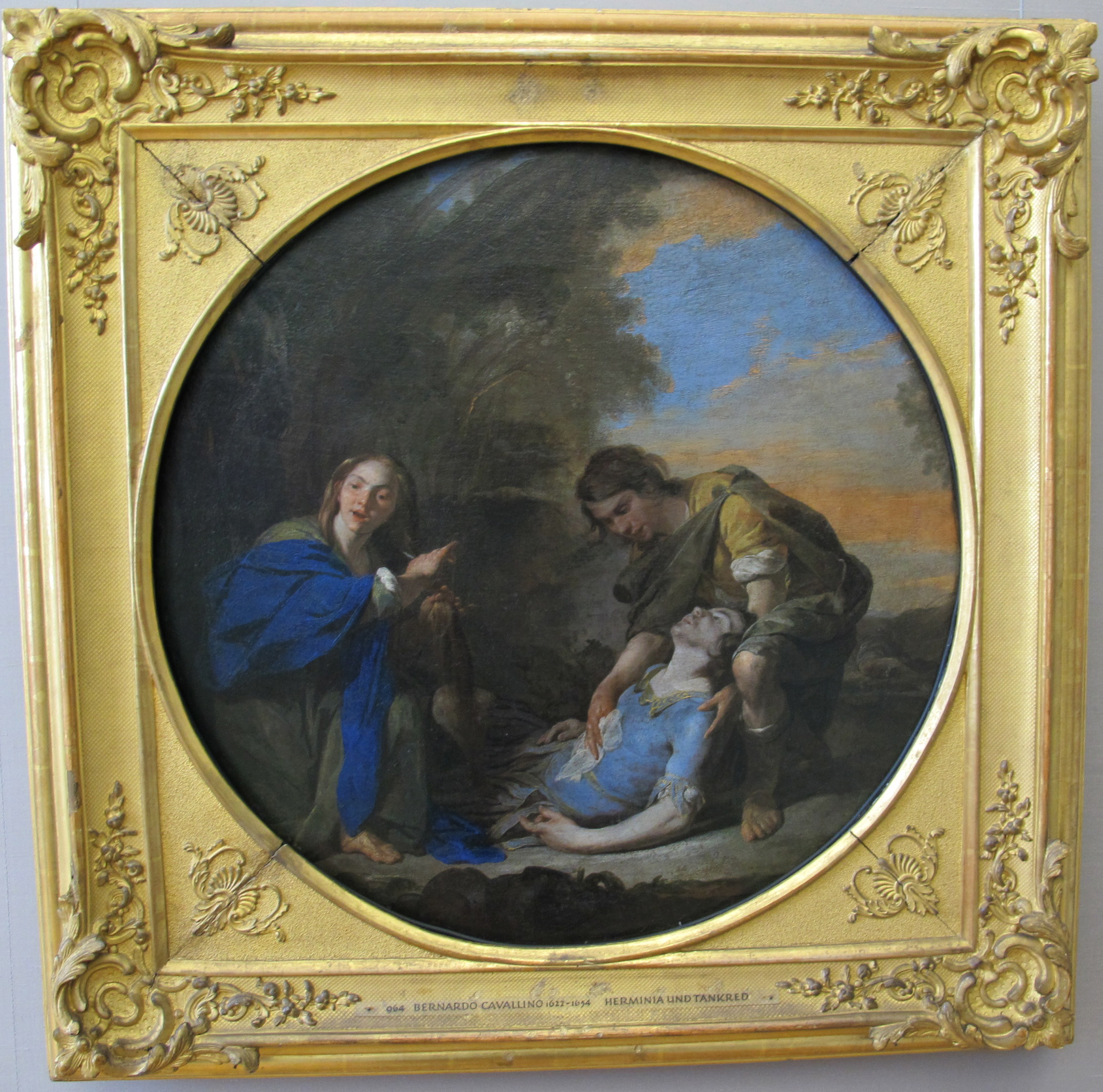
Erminia e Tancredi in un dipinto di Bernardo Cavallino

Figlia del re Cassano di Antiochia, perde padre e patria quando la sua città viene conquistata dai Crociati. Preda, tra molte altre, del vincitore di suo padre, il principe Tancredi, che tuttavia la onora e la protegge, Erminia finisce per innamorarsi del cortese conquistatore, tanto che la prigionia le è ben più diletta della libertà che alla fine le viene donata (VI, 56-57).
La principessa è così obbligata, non senza molto ben celato dolore, a lasciare il campo cristiano e a cercare rifugio insieme all'anziana madre, a Gerusalemme, città alleata (VI, 59).

Tra le mura della città, patita dopo poco anche la perdita della madre, Erminia si strugge per amore di Tancredi, continua a vagheggiare la sua dolce prigionia, a maledire l'amara libertà e a sognare il ritorno dell'amato, finché un giorno, i cristiani giungono alle porte della città, destando i timori della popolazione e risvegliando la sua tacita speranza.
Alla vigilia dell'attacco mentre fremono i preparativi per la difesa, il re Aladino, la vuole accanto a sé sulle mura, perché lo aiuti a riconoscere i vari eroi cristiani a lei bene noti a causa della sua prigionia (III, 12, 17). Non senza molti sospiri e mal celate lacrime Erminia nomina e descrive i principali eroi cristiani, tra cui naturalmente Tancredi, celando sotto il manto de l'odio altro desio (III 19-20; 37-40; 58-63).

Ogni volta che si trova sola, Erminia si rifugia sulla torre e qui piange e sospira; da qui osserva anche il combattimento tra Argante e Tancredi tormentandosi per la sorte dell'amato (VI, 62-63).

Nelle notti successive l'immagine del principe lacero e ferito la tormenta nei suoi incubi (VI, 65) e il desiderio di curare le sue ferite con le arti mediche apprese dalla madre, non la abbandona mai di giorno (VI, 67-68); così come l'amara consapevolezza che, rimanendo in città, sarà invece obbligata a prestare il suo aiuto ad Argante, mettendo in ulteriore pericolo il suo amato che langue ferito nel campo cristiano.

L'animo della fanciulla è lacerato dal dubbio; la disperazione le fa pensare di somministrare erbe velenose ad Argante, ma la sua coscienza la porta a rifiutare tale proposito (VI, 68); il desiderio di raggiungere l'amato le fa meditare la fuga ma il dovere di salvaguardare l'onore regale la trattiene (VI, 69).

Una vera e propria battaglia tra Onore e Amore si scatena dentro di lei; da un lato non avrebbe timore di avventurarsi fuori dal palazzo, avendo già visto guerre e stragi, l'Amore poi le fornisce tutta la forza necessaria all'impresa, dall'altra però il dovere di conservare la sua virtù, preservata perfino durante la prigionia e il pericolo della fama di impudica le impediscono di realizzare i suoi propositi. Ma la speranza nell'amore di Tancredi quale ricompensa delle sue cure, il vagheggiamento della realizzazione dei suoi sogni, la spingono infine prevalgono (VI, 69-78).

Indossate le armi di Clorinda, sottratte dalla sua stanza mentre la guerriera si trova in concilio di guerra, con uno scudiero ed un'ancella si reca al campo cristiano (VI, 86-92).

Appena giunta però, uno dei guerrieri, Poliferno, credendola la vera Clorinda, la attacca per vendicare la morte del padre ucciso dalla guerriera (VI, 108) facendola fuggire in preda al terrore (VI, 101).

Frattanto Tancredi al quale era stato annunciato l'arrivo della donna che lui ama, insegue la non vera Clorinda, cadendo poi prigioniero nel castello di Armida.

Dopo una notte e un intero giorno di fuga, Erminia giunge sulle rive del Giordano (VII 1-5) si rifugia poi tra i pastori (VII, 14-22) presso i quali resta per qualche tempo, per poi essere rapita da un gruppo di soldati egiziani (XIX, 99) che la portano al campo dell'esercito musulmano.

Qui, alla vigilia della battaglia decisiva tra esercito Crociato e Musulmano, incontra Valfrino, inviato come spia da Goffredo, e, dopo avergli narrato la sua storia, lo prega di riportarla al campo crociato da Tancredi (XIX, 80).

Lungo la strada però, i due incontrano lo stesso Tancredi gravemente ferito dopo lo scontro decisivo con Argante; Erminia lo cura strappandolo alla morte (XIX 103-114), lui la riconosce e la ringrazia, ma in seguito al rientro del principe tra i suoi, di lei non si hanno più notizie.

### Armida

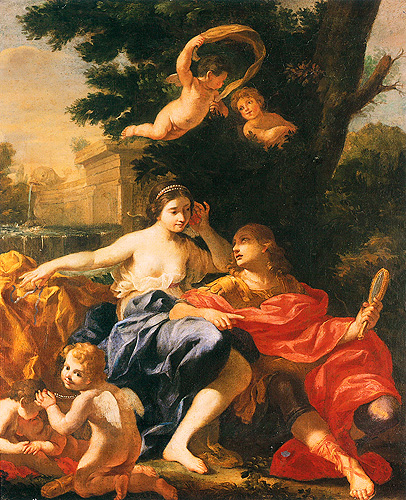
Dipinto di Jean-François de Troy raffigurante Rinaldo e Armida

Armida è una bella maga, che lo zio Idraote, mago di Damasco, invia tra i Crociati affinché ne catturi il maggior numero possibile distogliendoli dalla loro missione con le sue arti magiche (IV, 23-30). Armida giunge al campo ed immediatamente i cristiani sono presi da lei (IV, 33, 1-4); dissimulando la gioia per le sue future conquiste che crede ormai certe, seguendo i consigli dello zio mago, si presenta come una principessa cacciata dal suo regno bisognosa della protezione di Goffredo e dei suoi. In presenza del capitano racconta di essere figlia di Arbilano re di Damasco e di sua moglie Cariclia, di aver perso i genitori e il regno, e di essere minacciata dal perfido zio che desidera la sua morte per usurpare il trono; chiede al capitano di darle dieci dei suoi uomini perché la aiutino a riconquistare il regno (IV, 33-64). Goffredo dapprima le rifiuta cortesemente l'aiuto richiesto perché distoglierebbe il suo esercito dalla sua missione (IV, 64-69), ma visto lo scontento dei suoi, per evitare ribellioni alla fine le concede quanto richiesto (IV, 77-82).
Vengono estratti a sorte dieci dei soldati cristiani (V, 72) ed Armida parte con loro, ma molti altri invaghiti della maga la seguono abbandonando nottetempo il campo (V, 77-85) che si trova così sguarnito dei principali eroi essendo anche Rinaldo lontano.

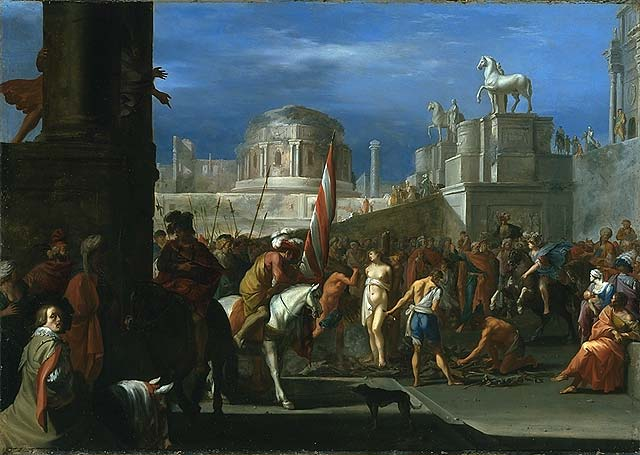
Liberazione di Olindo e Sofronia, dipinto di Cornelis van Poelenburch

Il piano di Armida sembra in parte realizzato; la donna conduce i suoi prigionieri al suo castello sulle rive del Mar Nero (X, 61), qui gli eroi cristiani vengono trasformati in pesci, (X, 66-68), la maga chiede loro di abbracciare la fede musulmana e di passare alla parte nemica (X, 69), al loro rifiuto li imprigiona, finché avendo saputo che il re d'Egitto sta radunando un esercito decide di donargli i suoi prigionieri. Proprio mentre li conduce da lui interviene Rinaldo che li libera (X, 70-71). 
Armida così, privata delle sue prede, decide di vendicarsi facendo prigioniero proprio il loro liberatore (XIV, 51); lo attira nel suo castello, lo induce al sonno con la sua magica arte e lo imprigiona.
Nel rimirarlo addormentato tuttavia Armida non può che rimanere incantata dalla bellezza del paladino (XIV 66-68) e se ne innamora. Allora lo porta con sé nel suo giardino sulle Isole della Fortuna perché nessuno le sottragga l'oggetto del suo amore (XIV, 69-71). Qui trascorre con Rinaldo, dimentico dei suoi doveri di crociato, un periodo di felici amori (XVI, 17-25), finché il paladino non viene riportato alla ragione dai suoi compagni Carlo ed Ubaldo inviati da Goffredo per ricondurlo alla guerra.
Armida viene così abbandonata da Rinaldo in nome dei suoi doveri di combattente della fede, e rimasta sola e schernita (XVI, 35): in preda all'ira, promette vendetta (XVI, 59-60). Evoca i demoni, gli stessi attraverso i quali aveva fatto comparire il palazzo, e l'incanto cessa: tutto sparisce senza lasciare traccia (XVI, 68-69); poi vola con il carro magico fino al suo castello a Damasco, qui raduna il seguito e si prepara per unirsi all'esercito musulmano adunato dal re d'Egitto a Gaza (XVI, 73-75). Al campo Armida si mostra al sommo della sua bellezza, in veste di arciera, su un carro riccamente adornato, con un immenso seguito (XVII, 33-34).
Di fronte al re d'Egitto e a tutto l'esercito Armida si promette a chi l'aiuterà a realizzare la sua vendetta su Rinaldo colpevole di averla disonorata (XVII 48). Anche qui come prima nel campo cristiano i principali eroi si contendono i suoi favori e fanno a gara per tentare di compiacerla; allo stesso modo Armida illude i vari guerrieri per infiammarli ed ottenere da loro la sua vendetta (XIX, 67-70).
Giunto il giorno della battaglia decisiva, quando la sorte arride all'esercito crociato, Rinaldo ed Armida si incontrano, la donna punta il suo arco contro il paladino e per tre volte cerca di scagliare la freccia, ma l'amore le impedisce di colpire l'amato (XX, 61-63); rimasta sola in balia dei nemici Armida viene difesa da Altamoro che abbandona per lei i suoi soldati dandole l'opportunità di mettersi in salvo (XX, 69-70).
Dopo aver visto tutti i suoi campioni cadere ad uno ad uno, disperando ormai la vittoria e la vendetta, fugge sul suo destriero (XX, 117) e si rifugia in una radura; qui in preda alla disperazione, medita di uccidersi con le stesse armi che non hanno saputo macchiarsi del sangue del suo nemico-amante realizzando la sua vendetta (XX, 124-127). Rinaldo giunge proprio nel momento in cui sta per trafiggersi con le sue stesse armi e la ferma (XX, 127); poi la rassicura, la invita a placare il suo animo, si dichiara suo campione e servo e promette di ricollocarla sul suo trono e di regnare al suo fianco come legittimo consorte se lei abbandonerà la fede pagana. Armida si rasserena e accetta, si dichiara ancella sua e disposta a condividere la sua fede e il suo destino (XX, 134-136).

### Rinaldo

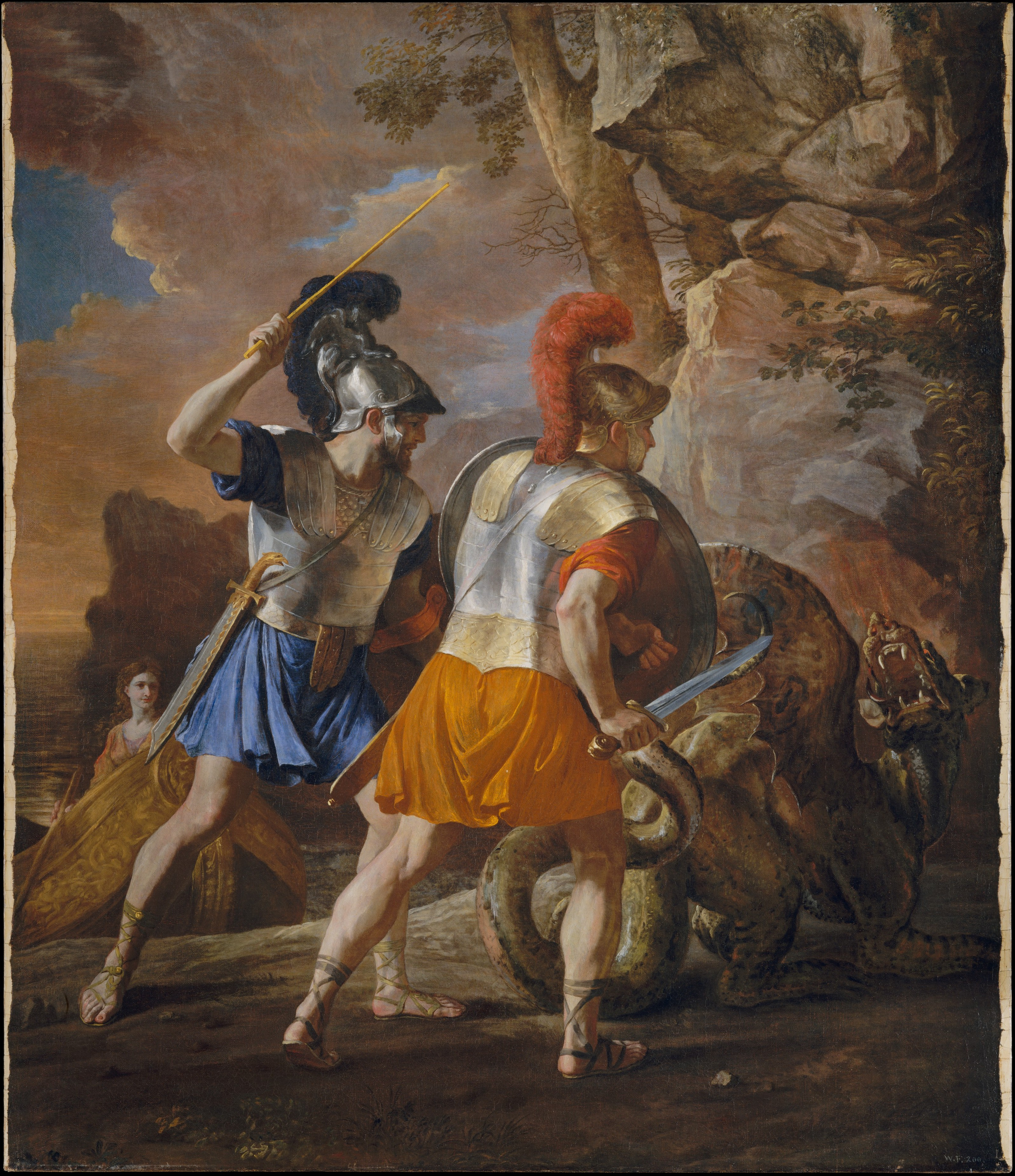
Carlo e Ubaldo liberano Rinaldo di Nicolas Poussin

Anche Rinaldo, oltre a Tancredi, è una figura piena di difetti e ambivalenze nel poema. Combattendo per Goffredo, egli uccide incoscientemente il compagno Gernando. Fatto ciò egli fugge dall'accampamento in preda allo sconforto. La maga Armida, nemica dei cattolici, lo attrae a sé con la seduzione e il piacere. Rinaldo viene catturato e costretto ad amare Armida nella sua casa incantata. Goffredo, non vedendo più Rinaldo, viene accusato dai suoi commilitoni di averlo ucciso e quindi, fattasi la situazione insostenibile, spedisce i soldati Carlo e Ubaldo in casa di Armida perché liberino Rinaldo. Infatti Goffredo di Buglione aveva scoperto la prigione del paladino grazie ad un intervento divino, dato che egli fu il prescelto dall'Arcangelo Gabriele per conquistare Gerusalemme. Ubaldo e Carlo dapprima si trovano a combattere contro i sortilegi della maga, addirittura uccidendo un drago sputafuoco, Rinaldo vedendo la sua immagine riflessa nello scudo del suo compagno vede la parte deformata ed oscura di sé (tema del doppio). Tornato tra i suoi soldati, Rinaldo ottiene il perdono da Goffredo e si ritira in meditazione sul Monte Oliveto. Verso la fine del poema egli, che è l'unico ad aver superato la propria paura, taglia la legna della foresta incantata di Saron e porta la cristianità alla vittoria.

## I nemici principali dei cristiani
- Ismeno: sacerdote e mago dei turchi, il quale convoca la bellissima giovane e seducente Armida per gettare scompiglio sui cristiani. Ismeno per celebrare un suo rito satanico contro l'esercito di Goffredo cerca di celebrare anche un sacrificio pagano, volendo bruciare vivi i ragazzi Olindo e Sofronia, che però all'ultimo momento vengono salvati da Clorinda.
- Argante: reggente della Gerusalemme conquistata dai turchi, alleato fedelissimo del re Aladino. Originariamente giunse come ambasciatore dall'Egitto per proporre un accordo coi cristiani ma, cacciato da Goffredo, si alleò con i musulmani. Alla fine del poema viene ucciso da Tancredi.
- Aladino: re di Gerusalemme, legittimo nemico della cristianità e di Goffredo. Ordina gli attacchi contro l'esercito nemico, servendosi anche della maga Armida. Alla fine del poema viene ucciso dal cristiano Raimondo.
- Idraote: mago e indovino, governatore di Damasco e delle città limitrofe. È zio di Armida ed è lui a decidere di mandarla presso il campo cristiano.

## La lingua
Lo stile del Tasso si distingue per un "parlar disgiunto", per un verseggiare rotto da frequenti figure retoriche e metriche: chiasmo, enjambement, inversione, antitesi, anadiplosi, allitterazione, anafora.
I versi sono spezzati all'interno da forti cesure.
Ad esempio a proposito di Clorinda e Tancredi il Tasso scrive: "Segue egli impetuoso, ||onde assai prima /che giunga, in guisa avvien ||che d'armi suone, / ch'ella si volge e grida: ||"O tu, che porte, / che corri sì?".||Risponde:||"E guerra e morte"./ 
"Guerra e morte avrai", ||disse…
Sono presenti due enjambement tra il primo e il secondo verso e tra il terzo ed il quarto; allitterazione di "g" e "n" nel secondo verso; anafora di "che" nel secondo, terzo e quarto verso; anadiplosi in "guerra e morte" tra i due versi. Cesure evidenti ci sono a metà dei versi.

## Edizioni

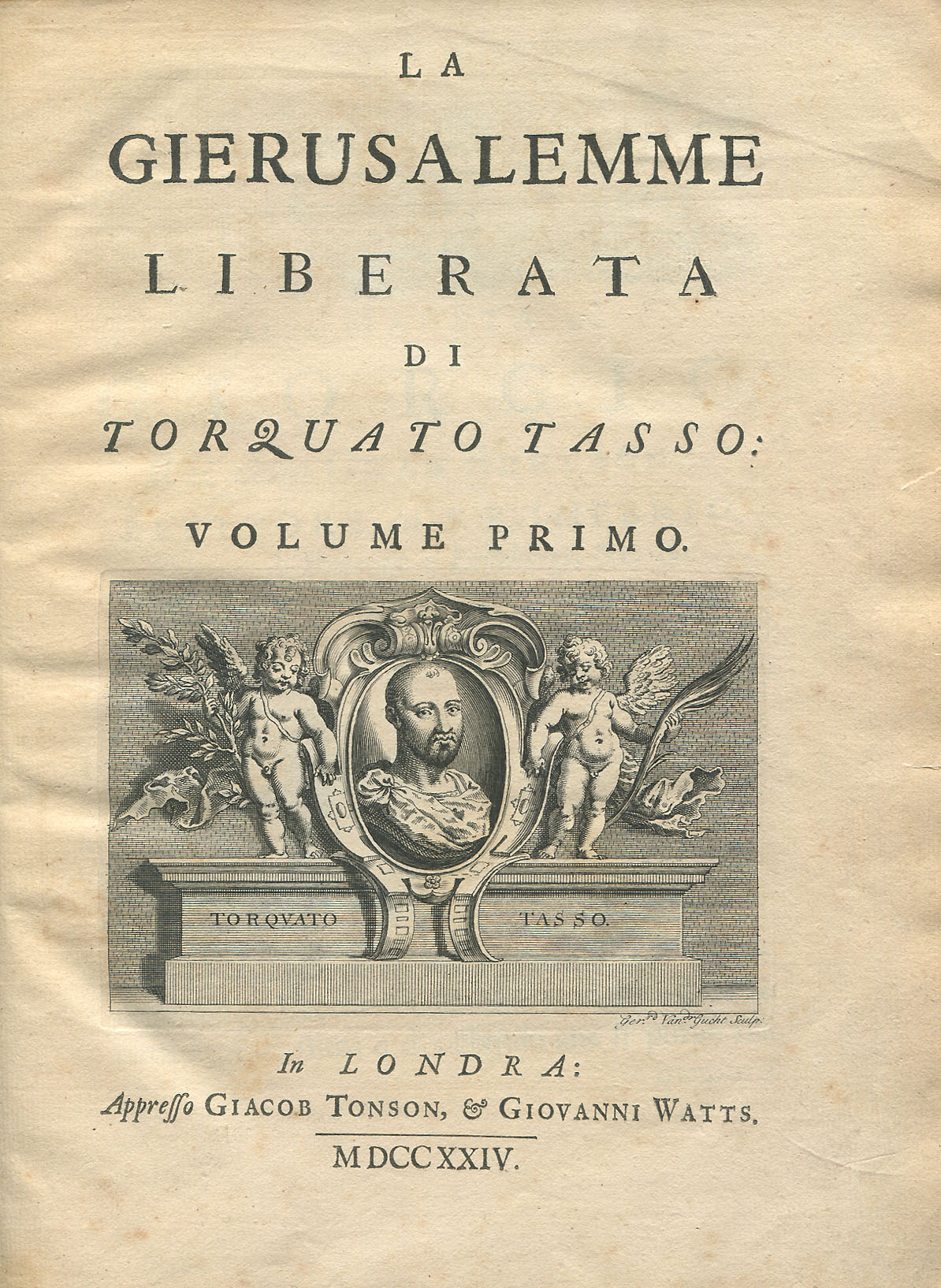
Un'edizione settecentesca della Gerusalemme liberata

Tasso aveva completato l'opera nel 1575, ma fu poi riluttante a darla alle stampe, a causa di scrupoli morali che, uniti a disturbi nervosi che andavano via via aggravandosi, gli imponevano una revisione ossessiva del testo. Per questo lo sottopose al giudizio di amici, letterati e religiosi, tra cui Sperone Speroni, Flaminio de' Nobili, Scipione Gonzaga e Silvio Antoniano. Sottopose il poema persino all'Inquisizione, ricevendo due sentenze di assoluzione.
Tuttavia, nel 1580, mentre era internato nell'ospedale di Sant'Anna, fu pubblicata una prima edizione scorretta e non completa da Celio Malespini, a Venezia, presso l'editore Cavalcalupo e senza il consenso dell'autore. Tale edizione era mutila dei canti XI, XIII, XVII, XVIII, XIX, XX (il XV e il XVI erano incompleti) e recava il titolo di Goffredo.
Tasso ne ebbe gran dispiacere, e l'amico Angelo Ingegneri si mise subito al lavoro per restituire una versione più vicina all'originale. Sulla base di un manoscritto che aveva copiato a Ferrara nell'inverno precedente l'edizione malespiniana, diede alla luce due edizioni del poema, questa volta con tutti i canti. Fu lui a cambiare il titolo dell'opera, che diventò così La Gerusalemme liberata.
Tuttavia, per avere la migliore versione occorreva il consenso dell'autore, e, pur riluttante, Tasso diede a Febo Bonnà la propria approvazione. Così, il 24 giugno 1581 l'opera usciva per i tipi ferraresi di Baldini, con dedica al duca Alfonso II d'Este. Seguì subito una seconda edizione dello stesso Bonnà, ancor più precisa e corretta.
Più tardi, nel 1584, Scipione Gonzaga, letterato amico di Tasso che disponeva di più versioni in virtù delle revisioni cui aveva sottoposto il poema per volere di Torquato, approntò una nuova edizione, che apparve diversa dalla precedente per alcuni interventi di censura, operati sia dal curatore sia dall'autore stesso. Fu questa la versione che si affermò presso il pubblico.
Molto celebre è stata l'edizione del 1590 stampata a Genova da Girolamo Bartoli, con annotazioni di Scipione Gentili (1563-1616), Giulio Guastavini (m. 1633) e le tavole di Bernardo Castello (1557-1629). Quest'ultimo sottopose le illustrazioni al giudizio dell'autore, che le apprezzò, lodandole in un sonetto.
Il poema riscosse subito grande successo, testimoniato dalle numerose ristampe che si susseguirono negli anni successivi. Il testo su cui esse si fondavano era quello del 1584, mentre oggi le edizioni critiche riproducono il testo non censurato del 1581. I numeri confermano l'estrema popolarità di cui l'opera godette sin dalla fine del Cinquecento: la Gerusalemme fu edita trenta volte nella parte finale del XVI secolo, centodieci volte nel XVII, centoquindici nel XVIII e addirittura cinquecento nel XIX.
Come era già accaduto per l'Orlando Furioso, il poema tassesco si diffuse a tutti i livelli sociali, e anche le persone più umili ne sapevano parecchi versi a memoria. Interessante risulta un aneddoto riportato dal Foscolo: trovandosi una sera a Livorno, vide una brigata di galeotti che rincasavano dopo la giornata lavorativa, recitando i versi della preghiera dei crociati prima della battaglia.
Nell'Ottocento Severino Ferrari, uno dei più validi allievi del Carducci e insigne filologo, migliorò ulteriormente l'opera, avvalendosi dei dettami della moderna filologia, nata con il metodo di Lachmann, e rifacendosi alle edizioni del Bonnà.

## Riprese dell'opera nella musica e nella letteratura
La Gerusalemme si pose immediatamente come modello del poema eroico e costituì il punto di riferimento per le generazioni di poeti successive: Giulio Natali rilevava nel 1943 come l'opera fosse stata imitata un centinaio di volte prima che La secchia rapita di Alessandro Tassoni parodiasse il genere, dando vita al poema eroicomico.
La Liberata si diffuse subito anche fuori dalla penisola: si racconta come la regina d'Inghilterra, Elisabetta, si rammaricasse di non avere a disposizione un autore come il Tasso, e neanche le traduzioni si fecero attendere: la Gerusalemme ebbe presto varie versioni in latino e nelle principali lingue europee.
Le riprese hanno naturalmente valicato i confini della letteratura: il compositore secentesco Jean-Baptiste Lully musicava una celebre Armida, su libretto di Quinault, nel secolo precedente il Rinaldo händeliano. Pregiatissimo il pur breve componimento monteverdiano intitolato Il combattimento di Tancredi e Clorinda (1624). Tra i personaggi del poema, quello della donna ammaliatrice, Armida, ha dominato la scena del melodramma nel Settecento: l'elenco di autori che l'hanno scelta come protagonista di una loro opera è molto lungo e anche solo una selezione di nomi può rendere l'idea dell'importanza del fenomeno: Albinoni (con due opere), Vivaldi, Jommelli (tre riprese), Traetta, Salieri, Sacchini, Gluck, Cherubini e Haydn.
La figura di Armida ricompare, anche se con minor frequenza, nell'Ottocento: è celebre l'Armida rossiniana, ma una certa rilevanza ebbero anche l'opera seria di Francesco Bianchi – le cui parole furono scritte da Lorenzo da Ponte – che andò in scena al King's Theatre di Londra (1802), Armida e Rinaldo, dramma in musica dell'aversano – e nipote dello Jommelli – Gaetano Andreozzi (1802), rappresentato per la prima volta al S. Carlo di Napoli, e Rinaldo e Armida, ballo eroico del coreografo Louis Henry (1817, prima scaligera). In età romantica, Armida fu affiancata, nell'immaginario di librettisti e compositori, dal personaggio di Erminia. Alla dolce principessa saracena innamorata di Tancredi (protagonista a sua volta nel 1812 di un'opera seria di Stefano Pavesi) Luigi Antonio Calegari dedicò una farsa giocosa in un atto (1805) e Antonio Gandini un'opera lirica (1818). La storia di Tancredi e Clorinda - già oggetto di un madrigale di Claudio Monteverdi - è stata ripresa in chiave interculturale nella omonima canzone con musica dei Radiodervish e testo di Michele Lobaccaro, pubblicata nel disco Beyond the sea del 2009.
In ambito letterario bisogna citare almeno l'Enriade di Voltaire e la Messiade di Klopstock, che ebbero nell'opera di Tasso il modello principale.

## Adattamenti cinematografici
Il primo regista a girare un film sull'opera fu Enrico Guazzoni, che nel 1918 ne farà un remake.
- Gerusalemme liberata, di Enrico Guazzoni (1910)
- La Gerusalemme liberata, di E. Guazzoni (1918)
- La Gerusalemme liberata, di Carlo Ludovico Bragaglia (1957)
- I due crociati, parodia di Giuseppe Orlandini con Franco e Ciccio (1968)